# Chaetodon vagabundus
El Chaetodon vagabundus, más conocido como pez mariposa vagabundo, es una especie de pez mariposa del género Chaetodon. Se encuentra desde el mar Rojo y las costas de África Occidental hasta el Archipiélago Tuamotu en el Océano Pacífico, el sur de Japón y el norte de las Islas Australes.
El cuerpo es predominantemente blanco coon una franja vertical negra en la cabeza y otras dos en la zona caudal que es de color amarillo. Mide hasta 23 cm de longitud.

## Enláces externos
- Wikimedia Commons alberga una categoría multimedia sobre Chaetodon vagabundus.

- Datos: Q389163
- Multimedia: Chaetodon vagabundus / Q389163
- Especies: Chaetodon vagabundus